# Pièce croisée
 (décembre 2013).
L'expression « Pièce croisée » désigne une pièce musicale pour clavecin ou autre instrument à claviers dont l'interprétation nécessite des croisements des deux mains, la main droite jouant par moments plus bas que la main gauche sur le ou les claviers - technique peu habituelle au début du XVIIIe siècle.
Cette expression se retrouve en particulier chez François Couperin et ses disciples et admirateurs.